# 博瓦迪利亚德尔坎波
博瓦迪利亚德尔坎波，是西班牙卡斯蒂利亚-莱昂巴利亚多利德省的一个市镇。总面积33平方公里，总人口393人（2001年），人口密度12人/平方公里。